# Cúp quốc gia Scotland 1889–90
 Cúp quốc gia Scotland 1889-90 là mùa giải thứ 17 của giải đấu bóng đá loại trực tiếp uy tín nhất Scotland. Queen's Park đánh bại Vale of Leven trong trận Chung kết. Sau khi hòa 1-1 trong trận ban đầu, Queen's Park thắng ở trận đá lại với tỉ số 2-1.

## Đội vô địch
| Cúp quốc gia Scotland 1889–90                   |
| Scotland                                        |
| ----------------------------------------------- |
| Queen's Park F.C. Đội vô địch (Danh hiệu thứ 9) |